# Tage Fahlborg
Tage Ragnar Valdemar Fahlborg, född 24 april 1912 i Stockholm, död 8 januari 2005 i Stockholm, var en svensk kanotist. Han blev olympisk bronsmedaljör i Berlin 1936.
Fahlborg är gravsatt i minneslunden på Skogskyrkogården i Stockholm.